# Eberhard zu Solms-Lich
Graf Eberhard zu Solms-Lich (* 11. Februar 1530; † 30. Juni 1600 in Hirschberg) war Landdrost des Herzogtums Westfalen.
Solms war Sohn des Grafen Reinhard zu Solms-Lich und dessen Ehefrau Gräfin Maria von Sayn. Er war etwa seit 1561 Landdrost im Herzogtum Westfalen und damit Stellvertreter der Landesherrn der Kurfürsten von Köln sowie Vorsitzender der Landstände. Er war der einzige Inhaber dieses Amtes, der kein Einheimischer des Landes war oder dort Besitz hatte.
Seit Januar 1570 war er außerdem Amtsdroste von Menden. Nach anfänglichem Zögern stellte sich Solms nach 1583 gegen den von Kurfürsten Gebhard Truchsess gemachten Versuch, die Reformation im Kurfürstentum Köln und im zugehörigen Nebenland Herzogtum Westfalen einzuführen.